# Ivan Inzov
Ivan Nikitič Inzov (rus. Иван Никитич Инзов), 1768. - Odesa, Rusko Carstvo, 27. svibnja 1845.; ruski general pješaštva.

## Vanjske poveznice
- Ruski muzeji: Ruske biografije. I.N. Inzov